# 届かない恋 '13
「届かない恋 '13」（とどかないこい サーティーン）は、上原れなの6枚目のシングル。2013年11月6日にフィックスレコードから発売された。

## 概要
TVアニメ『WHITE ALBUM2』主題歌・挿入歌の3曲を収録している。表題曲の「届かない恋 '13」とカップリング曲の「closing '13」は、元々PCゲームソフト『WHITE ALBUM2』の主題歌として使用されていた曲で、TVアニメ化に合わせてリアレンジされた。カップリング曲の「さよならのこと」はプロデューサーの下川直哉が初めて単独で作詞を行った曲である。初回限定盤は、TVアニメ用に書下ろされたイラストの特製スリーブ仕様。

## 収録曲
全編曲：小林俊太郎
1. 届かない恋 '13（5:07）
作詞：須谷尚子、作曲：石川真也
  - TVアニメ『WHITE ALBUM2』OPテーマ
2. さよならのこと（5:22）
作詞・作曲：下川直哉
  - TVアニメ『WHITE ALBUM2』EDテーマ
3. closing '13（5:33）
作詞：須谷尚子・下川直哉、作曲：下川直哉
  - TVアニメ『WHITE ALBUM2』第2話挿入歌